# Клюнійська реформа
Клюнійська реформа, Клюнійський рух — рух за реформу чернецького життя в Західній церкві у X–XI столітті, центром якого було Клюнійське абатство. 

## Передісторія руху
Виникла на знак протесту проти падіння моральності чернецтва й духовенства, проти втручання світської влади до церковного життя. Головна вимога Клюнійського руху до життя ченців — суворе дотримання Статуту Бенедикта; особлива увага приділялась тривалому й урочистому здійсненню літургії, суворому додержанню розпорядку молитов. Лідери Клюнійського руху засуджували симонію, вимагали суворого додержання целібату духовенством, на практиці домагались визволення монастирів від влади світських сеньйорів та єпископів. Клюнійська реформа сприяла створенню в монастирях бібліотек і скрипторіїв та підвищенню інтелектуального рівня ченців. Реформу почав другий абат Клюні — святий Одон Клюнійський.

## Утворення конгрегації
Під час Клюнійського руху склалась клюнійська конгрегація монастирів. Вона була суворо централізованою та очолювалась абатом Клюні, який напряму підпорядковувався папі й не залежав від місцевої церковної влади. Монастирі, які прийняли реформу, виводились з-під влади місцевого єпископату й підпорядковувались Клюнійському абатству. Абат Клюні вважався абатом всіх монастирів конгрегації, а для управління повсякденними справами абат Клюні сам призначав настоятелів у монастирі, які отримували при цьому звання пріора. Якщо на початку XI століття налічувалось близько тридцяти клюнійських монастирів, то в першій половині XII століття — вже понад тисячу. Суворо централізована, з фактично монархічним управлінням клюнійська конгрегація, незалежна від світської та місцевої духовної влади, була потужною зброєю в руках папства як у посиленні його влади в церкві, так і в боротьбі за незалежність від світської влади.

## Сенс реформи
Основні вимоги клюнійців:
- реформування монастирів,
- запровадження в них статуту, що базується на принципах суворого аскетизму й послухання,
- жорсткий контроль за додержанням целібату,
- заборона симонії,
- проголошення повної незалежності реформованих монастирів від будь-якої світської влади та від єпископів, безпосереднє підпорядкування їх папі.

Клюнійську реформу підтримав імператор Генріх III.

## Результати реформи
Результатом реформи стало створення могутньої конгрегації з сотень монастирів на території Західної Європи під головуванням Клюні, посилення папської влади й католицької церкви. Клюнійська реформа стала фундаментом для Григоріанської реформи.